# Jaroslav Hašek

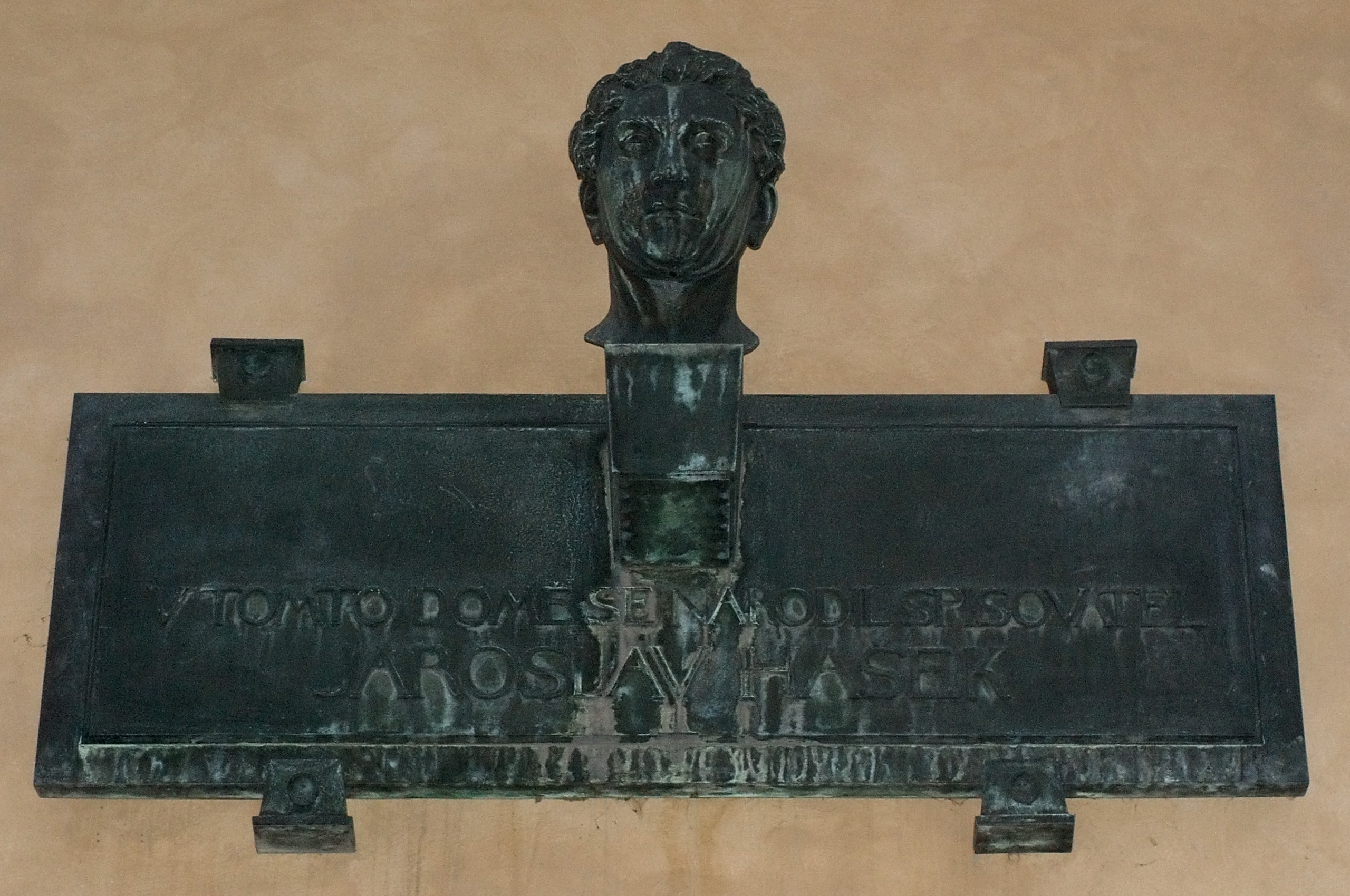
Busta na rodném domě ve Školské ulici v Praze

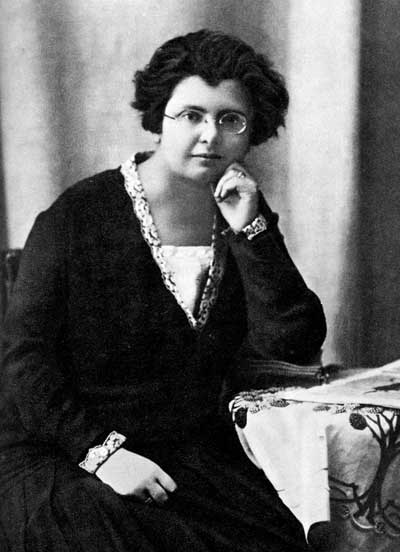
Jarmila Hašková, Haškova první žena

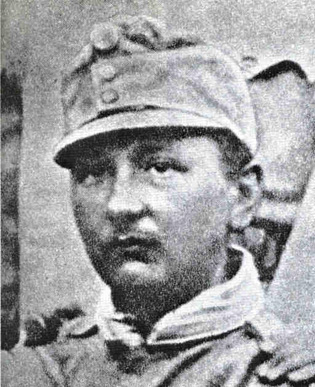
Jako voják c.k. armády, rok 1915

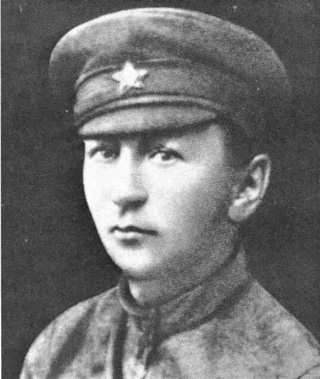
Jaroslav Hašek v Rudé armádě roku 1920

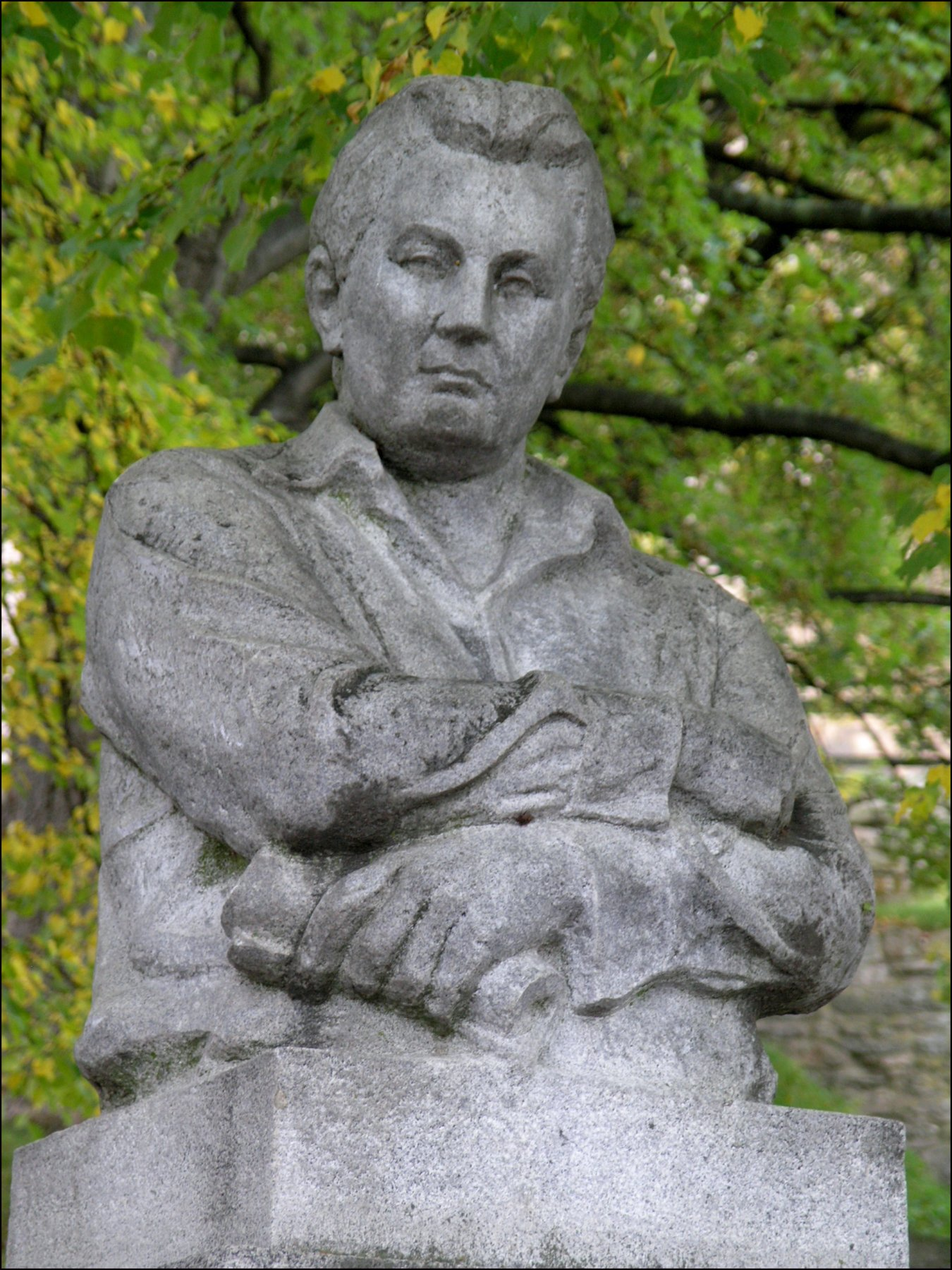
Pomník Jaroslava Haška v Lipnici nad Sázavou

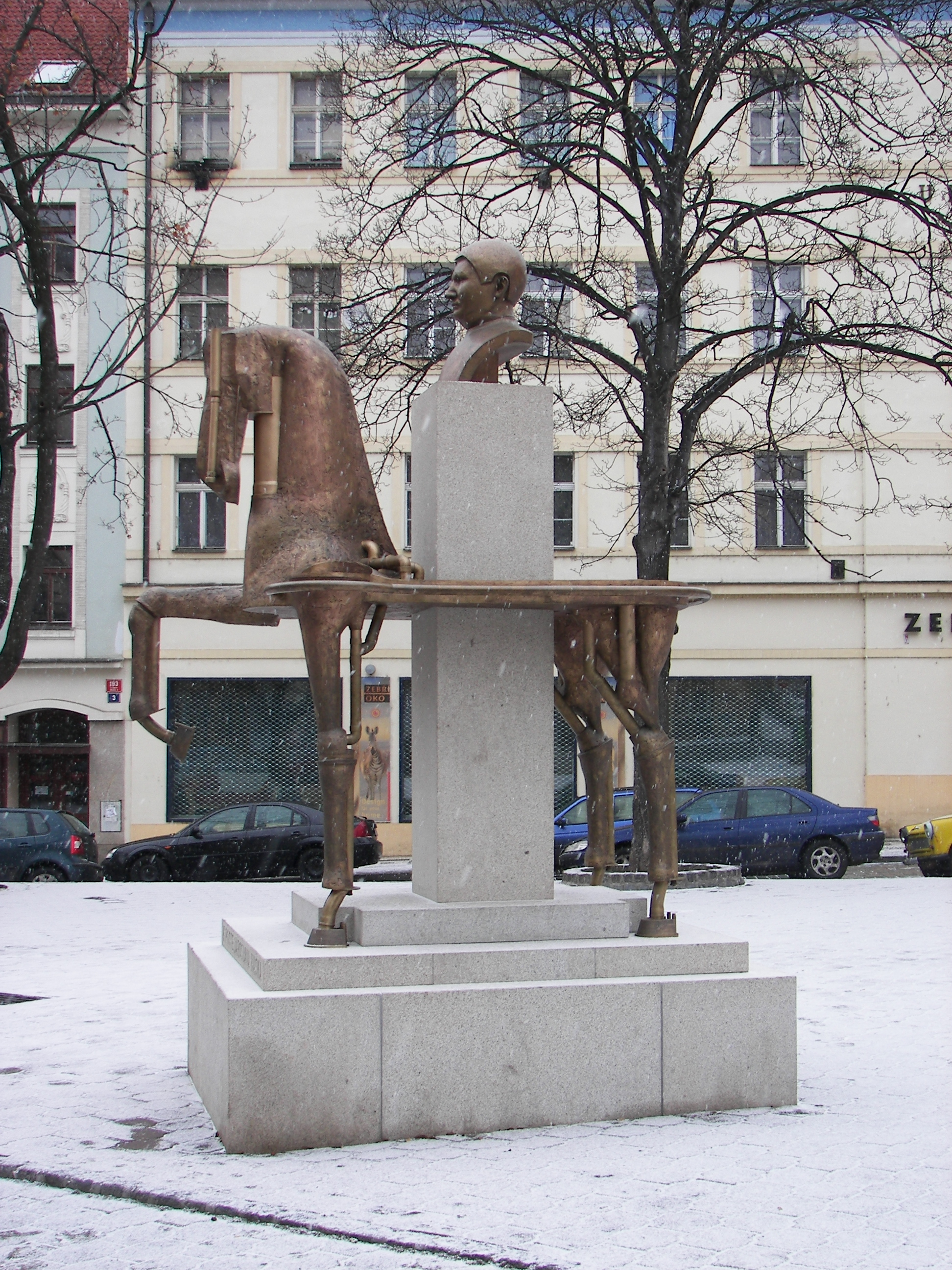
Socha Jaroslava Haška od Karla Nepraše a Karolíny Neprašové

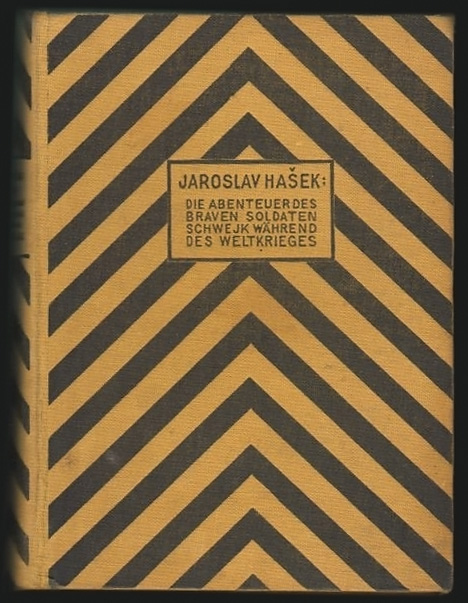
Obálka prvního německého vydání Švejka

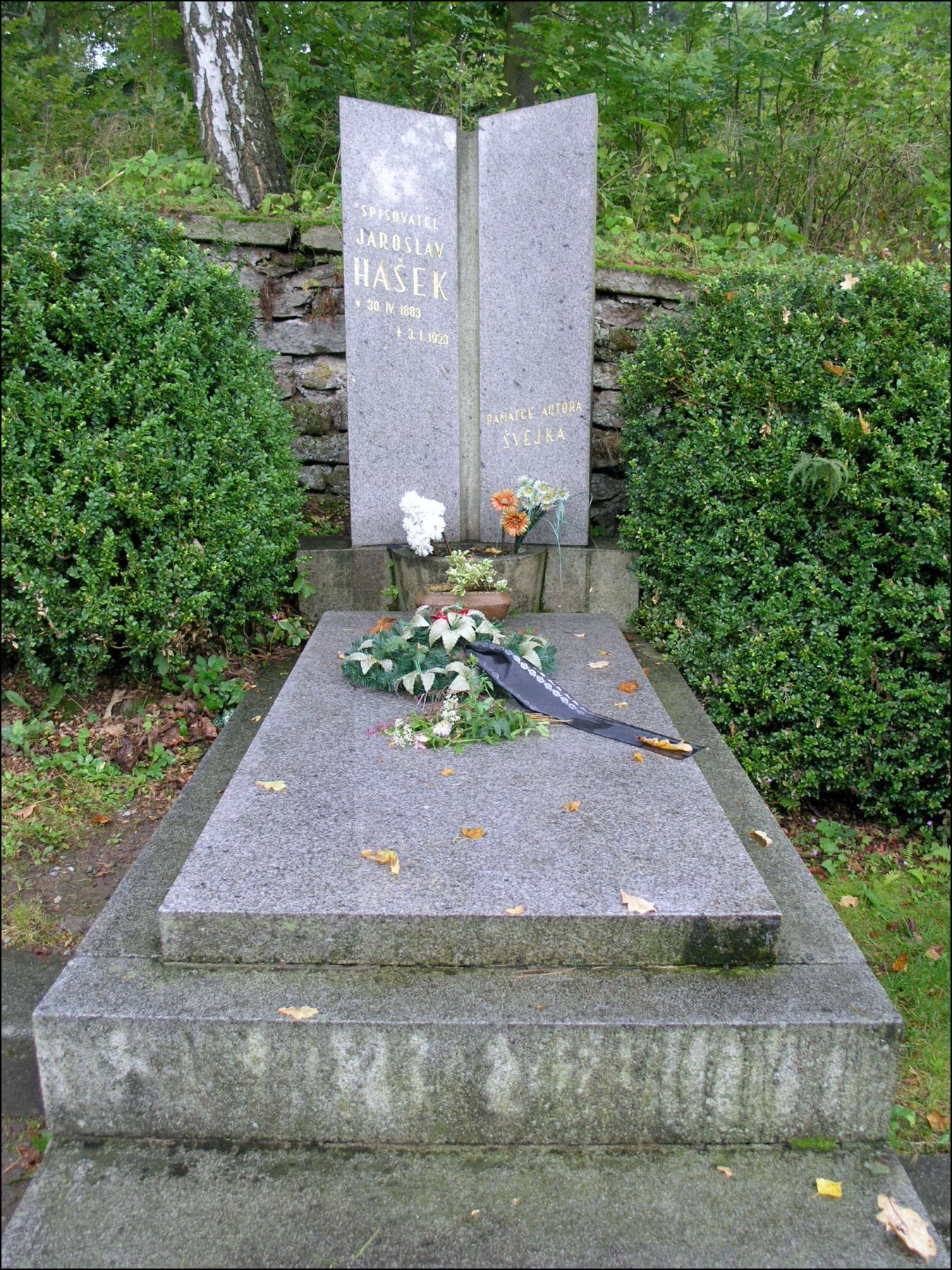
Haškův hrob v Lipnici nad Sázavou

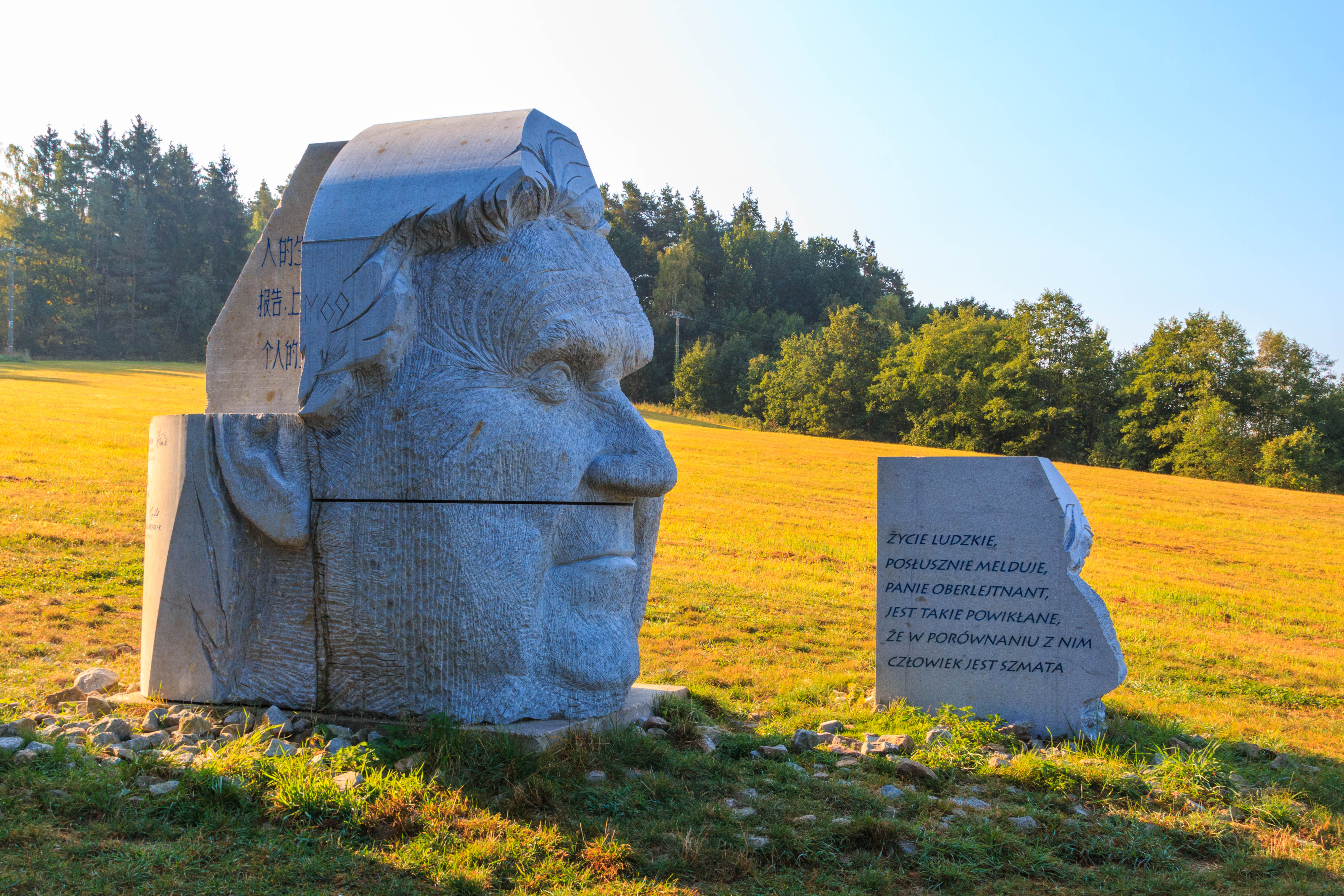
Památník Hlava XXII nedaleko Lipnice

Jaroslav Hašek (30. dubna 1883 Praha-Nové Město – 3. ledna 1923 Lipnice nad Sázavou) byl český spisovatel, publicista a novinář, autor druhé nejpřekládanější knihy české literatury (58 jazyků v roce 2013), proslulých Osudů dobrého vojáka Švejka za světové války.

## Život
Rod Hašků byl z otcovy strany sedlácký a měl kořeny v jihočeských Mydlovarech. Haškův dědeček z otcovy strany, František Hašek, byl poslancem Českého zemského sněmu a později i tzv. kroměřížského sněmu. Byl rovněž účastníkem bojů na barikádách v Praze v roce 1848. Podle některých pověstí spolupracoval s Michalem Bakuninem během jeho pobytu v Čechách v roce 1849. Rod matky Kateřiny, rozené Jarešové (* 1849), byl také z jižních Čech, kdy jeho děd Antonín Jareš (1807–1889) i praděd Matěj Jareš (1762–1843) byli knížecí schwarzenberští baštýři v Krči čp. 32. Baštýřem byl již Haškův prapraděd Josef Jareš (1729–1785), který tuto pozici dlouhá léta zastával v Sudoměři. Nakonec se mu podařilo stát se dokonce fišmistrem protivínského panství.
Jeho otec Josef Hašek (1843–1896), učitel matematiky a náboženský fanatik, předčasně zesnul na intoxikaci alkoholem. Zaháněl jím bolesti způsobené rakovinou. Chudoba pak donutila jeho matku Kateřinu se třemi dětmi stěhovat se více než patnáctkrát.
Ve čtyřech letech lékař u malého Jaroslava diagnostikoval srdeční vadu a zakrnělou štítnou žlázu. Kvůli tomu Jaroslav strávil v dětství hodně času na venkově, u dědečka z matčiny strany, na tzv. Ražické baště, a to zejména se svým mladším bratrem Bohuslavem (*1886). V dětství na něho Jaroslav žárlil a několikrát se dokonce pokusil mu jako miminku ublížit. Později ale měli mimořádně silný vztah a hodně spolu pěšky cestovali. Bohuslav se upil k smrti rok po Jaroslavově úmrtí.
Dětství Haškovo bylo běžné, klukovské, prodchnuté dobrodružstvími s vrstevníky a četbou Karla Maye a Julese Verna. To se však změnilo v Haškových jedenácti letech, kdy se do Lipové ulice, kde tehdy Haškovi bydleli, nastěhoval vysloužilý námořník Němeček. Dospívajícího Haška si obtočil kolem prstu, tahal z něho peníze, které Hašek i kradl doma, a začal ho vodit do hospod, včetně neblaze proslulé Jedové chýše v Apolinářské ulici, kde ho učil pít alkohol. Navíc před chlapcem záměrně souložil se svou dívkou. Pro Haška to bylo trauma, později na tyto zážitky vzpomínal s hnusem a výčitkami. Zásadně to asi ovlivnilo Haškův vztah k ženám. Při debatách se spolubojovníky v ruských legiích tuto vzpomínku prý komentoval slovy: „Může být na světě něco horšího, než takové lidské prase? Čerta starého jsem tomu rozuměl, nic jsem o těchhle věcech nevěděl a přece jsem pocítil takový hnus a odpor, že mi to stačilo otrávit celý život. Také jsem se od těch dob ženských bál jako čert kříže“. Zde mají asi také kořeny některé teorie o Haškově homosexualitě, šířené zejména literárním historikem Jindřichem Chalupeckým (studie Podivný Hašek v knize Expresionisté), který se, krom rozboru textového, opíral o svědectví Haškova kamaráda Rudolfa Šimanovského. Do této teorie však nezapadá citová hloubka dochované korespondence s budoucí Haškovou manželkou, ve které upřímně přiznává i dřívější sexuální vztahy s náhodnými ženami.
Krátce poté, co začal Hašek studovat na gymnáziu v Ječné ulici, zemřel jeho otec. V roce 1897 se jako student gymnázia zúčastnil protiněmeckých nepokojů v Praze. Byl zatčen a učitelé gymnázia ho kvůli tomu přiměli z ústavu „dobrovolně“ odejít. Poté se učil drogistou v Kokoškově drogerii na rohu Perštýna a Martinské ulice, ale nakonec maturoval na Českoslovanské obchodní akademii v Resslově ulici. Na akademii se spřátelil s Ladislavem Hájkem, a společně napsali a vydali parodii lyrické milostné poezie Májové výkřiky, ve které se Hašek prvně vysmál patosu a vstoupil na půdu humoristické literatury.
Po maturitě se stal zaměstnancem banky Slavia, brzy se ale začal živit výhradně novinařinou a literaturou. V té době se také seznámil s českými anarchisty. Začal vést bohémský a tulácký život. Prošel společně s bratrem Bohuslavem pěšky mj. Slovensko, Halič a Maďarsko (tehdy Uhersko). Povídky z těchto cest Jaroslavu Haškovi otiskovaly Národní listy.
V roce 1907 se stal redaktorem anarchistického časopisu Komuna a byl za svoji činnost krátce vězněn.
Ve stejném roce se zamiloval do Jarmily Mayerové (1887–1931) ale kvůli jeho bohémskému životu ho její rodiče nepokládali za vhodného partnera pro svou dceru. Když byl zatčen za zneuctění vlajky v Praze, rodiče Mayerovou vzali na venkov v naději, že to pomůže skončit jejich vztah. V reakci na to se Hašek pokusil vycouvat ze své radikální politiky a získat trvalou práci jako spisovatel. Roku 1908 redigoval Ženský obzor. V roce 1909 měl šedesát čtyři publikovaných povídek a další rok byl jmenován redaktorem časopisu Svět zvířat. Tato práce sice netrvala dlouho, neboť byl brzy propuštěn za publikování článků o imaginárních zvířatech, která si vymyslel, přesto se 23. května 1910 s Jarmilou Mayerovou oženil. Po roce manželství se však Jarmila vrátila k rodičům, poté co byl Hašek zadržen, když se snažil předstírat svou vlastní smrt. Podle jiných zdrojů šlo ovšem o vážně míněný pokus o sebevraždu, motivovaný pochopením, že řádného manželského života není schopen. Po tomto pokusu byl nakrátko hospitalizován v psychiatrické léčebně. Syn Richard Hašek se mu narodil 20. dubna 1912.
Od roku 1911 přispíval do Českého slova, dále pak do Pochodně, Humoristických listů, Kopřiv, Karikatur, nějaký čas vedl též Kynologický ústav, což ho později inspirovalo ke knize Můj obchod se psy.
V roce 1911 založil Stranu mírného pokroku v mezích zákona. Založil ji se svými kumpány ve vinohradské hospodě U zlatého litru, aby parodoval tehdejší politický život. Napsal i satirický spis Politické a sociální dějiny strany mírného pokroku v mezích zákona, ten však byl vydán knižně až roku 1963.
V tomto období byl spolu s Františkem Langrem, Emilem Arturem Longenem a Egonem Erwinem Kischem spoluautorem řady kabaretních vystoupení, kde byl i hlavním účinkujícím.
V létě 1912 Jaroslav Hašek strávil několik týdnů v chotěbořské hospodě, kde se ho nakonec nemohli zbavit a marně čekali na zaplacení. Svůj pobyt v Chotěboři popsal v povídkách Zrádce národa v Chotěboři, Okresní soud v Maliboři, Jak je to s rodištěm Ignáta Herrmanna či Posvícení v Křivici.
Pro postavu obecního blba „Pepka Vyskoč” v románu Osudy dobrého vojáka Švejka byl Jaroslavu Haškovi inspirací Josef Kouba – Pepek Vyskoč žil ve Světlé nad Sázavou. Josef Ptáčník, narozený roku 1927, jej jako malý hoch pamatuje. Prý když mu někdo dal šesták, tak vyskočil a zamečel jako koza. Jaroslav Hašek se přátelil s malířem Panuškou a Matějem Kudějem, který také žil ve Světlé nad Sázavou. Na Lipnici mu Anna Nováková, babička Josefa Ptáčníka, narozená roku 1927, nosila podmáslí. Anna Nováková, matka Hedviky Novákové, provdaná za Josefa Ptáčníka, byla hokynářka a nakupovala od sedláků v okolí Světlé nad Sázavou přebytky, např. máslo, podmáslí a jiné produkty. Dále je pak prodávala také Haškovi, který ji někdy zůstal dlužen a zaplatil až příště. Při svém putování po jižních Čechách s přáteli malířem Josefem Ladou a spisovatelem Zdeňkem Matějem Kudějem.[zdroj?]
V době vypuknutí první světové války žil Hašek s kreslířem Josefem Ladou, který později ilustroval Dobrého vojáka Švejka.
V roce 1915 Hašek narukoval v Českých Budějovicích k 91. pluku a s ním odjel na haličskou frontu v Rusku. O úmyslu narukovat téměř nikomu neřekl, byl proto nějakou dobu hledaný. 24. září 1915 padl do zajetí v bitvě u Chorupan (cca 12 km severozápadně od ukrajinského města Dubno). Až do léta 1916 byl v zajateckém táboře Totskoje, kde vstoupil do Československých legií. Poté byl zařazen do čs. pluku, kde působil jako písař, emisar náborové komise a střelec. Pak byl přeložen ke spojovacímu oddílu, kulometnému oddílu (v němž se zúčastnil bitvy u Zborova) a do kanceláře 1. pluku. Od listopadu 1917 do února 1918 publikoval v časopise Čechoslovan a Čs. voják, byl mj. autorem řady protibolševických článků.
Koncem února 1918 vstoupil do Českoslovanské sociálně demokratické strany dělnické. Co vedlo Haška k opuštění myšlenky anarchismu a přijetí socialistických myšlenek, nikde neobjasnil. V březnu se Československé legie vydaly na známou anabázi, s cílem připojit se k Západní frontě přes Vladivostok. Hašek s tím nesouhlasil a odjel do Moskvy, kde začal spolupracovat s bolševiky. V dubnu přestoupil z čs. legií do Rudé armády. Byl poslán do Samary, následující rok byl ředitelem armádní tiskárny v Ufě, náčelníkem oddělení pro práci s cizinci aj. Na konci roku 1918 působil jako velitel oddílu Čuvašů v Rudé armádě a jako zástupce vojenského velitele bugulmského okresu. Poté působil na Sibiři, kde vydával několik časopisů. Jedním z nich byl také první časopis v burjatštině „Jur“ (Úsvit).
Roku 1920 byl v Irkutsku, kde působil jako člen městského sovětu, zraněn při vražedném útoku. Ve stejném roce onemocněl tyfem a v květnu se v Krasnojarsku oženil s tiskárenskou dělnicí Alexandrou Grigorjevnou Lvovovou, zvanou Šura (*1894), která o něj po onemocnění pečovala. Po návratu do Československa nebyl souzen za mnohoženství, jen kvůli tomu, že v Rusku nebyl zrovna pořádek a neuznávaly se vzájemně různé mezinárodní smlouvy.
V prosinci 1920 přijel do Československa. Nejprve byl umístěn v Pardubicích v karanténní stanici, 19. prosince se Šurou přijel do Prahy. Do Československa byl Sověty vyslán s cílem organizovat komunistické hnutí. V tom mu však zabránily dvě okolnosti: jednak na podporu kladenských nepokojů dostal od ruských úřadů částku 1 500 marek, která však byla zcela znehodnocena německou inflací. Navíc, ještě před Haškovým příjezdem do Prahy, byl v Československu zatčen Jaroslav Handlíř, spojka ruských agentů, s nímž se měl Hašek kontaktovat. Tím pro Haška zájem o komunistickou politiku skončil a vrátil se ke svému bohémskému způsobu života. Navštěvoval hostince v Praze i okolí, v nichž psal své povídky. Mnoho historek z této doby sepsal Haškův přítel Zdeněk Matěj Kuděj.
25. srpna 1921 Hašek odjel s malířem Jaroslavem Panuškou a s manželkou Šurou do Lipnice nad Sázavou. V této době už byl vážně nemocný a nebezpečně obézní. V Lipnici začal psát své vrcholné dílo, Švejka. Nakonec se dostal do stavu, že nemohl psát, přesto dále diktoval kapitoly Švejka ve své ložnici. Mimo závěť patří k jeho posledním textům dva dopisy, které napsal svému příteli, lipnickému obchodníkovi, výrobci lihovin, vydavateli pohlednic a místnímu požárníkovi Vítězslavu Bondymu. 3. ledna 1923 zemřel na ochrnutí srdce. Poslední fotografie pochází z prosince 1922.

## Nejasnosti a zajímavosti
V české a slovenské veřejnosti je Jaroslav Hašek zafixován jako bohém. Možná dokonce jako prototyp bohéma začátku dvacátého století. Ve skutečnosti jde z velké části o legendu a vlastní Haškovu sebestylizaci. Jako autor byl Hašek velmi produktivní, což přece jen vyžaduje přiměřenou vnitřní disciplínu. Z jeho děl je také cítit, že měl rozsáhlé (možná trochu nesystematické) humanitní vzdělání.
Nejzajímavější je sledovat Haškovo působení v Rusku v letech 1916–1920. V Rusku nikdy nebyl a dodnes není vnímán jako bohém a pouhý humoristický spisovatel. Naopak, jako velmi zodpovědný bolševický armádní funkcionář a vážený intelektuál. Byl i poměrně zdatným vojákem. Roku 1918 se vyznamenal jako odvážný velitel oddílu československých rudoarmějců při obraně Samary. Samara byla v tu dobu obsazována od směru z Lipjag Československými legiemi. Ruské legie podléhaly Československé národní radě v Paříži, která se sovětskou vládou uzavřela dohodu o přesunu legií do Vladivostoku a do vojenských konfliktů v Rusku se dostávaly především proto, že bolševici tuto dohodu porušovali. Dne 8. června 1918 byla Samara legiemi dobyta. Je možné, že se Jaroslav Hašek v této době setkal s „bratry“, které mohl pobízet, aby opustili bělogvardějskou stranu. Po pádu Samary se několik měsíců skrýval na území kontrolovaném bílými vojsky (a také čs. legiemi).
Je možné, že ve specifických revolučních ruských podmínkách dostal Hašek možnost uplatnit ty stránky svého charakteru, které se nemohly projevit ve stabilizovaných a v podstatě maloměstských českých poměrech. Důležité také určitě bylo, že Hašek dostal jako stranický úkol zákaz pití alkoholu. Do Československa byl v podstatě vyslán s cílem organizovat komunistické hnutí, což také podporuje tezi, že v sovětském Rusku musel být vnímán jako zodpovědný člověk a schopný organizátor.
Předmětem diskusí a spekulací je, jak se Hašek v Rudé armádě choval, zejména v době, kdy byl komisařem – a tedy v jistém smyslu neomezeným vládcem – Bugulmy. V této době byl zřejmě zodpovědný za zastřelení bugulmského právníka Nikolaje Skalona, otce významného sovětského biologa Vasilije Skalona.
Podle některých zdrojů [zdroj?] byl Hašek v Rusku v úzkém kontaktu se Lvem Trockým a zastával jeho koncepce. Z toho také mnozí odvozují, že by se po zavržení Trockého dostal v Rusku do smrtelného nebezpečí. Obětí stalinských represí se také stali Haškovi nejbližší spolupracovníci v Rusku – Nikolaj Ivanovič Kočkurov či Vladimir Jakovlevič Zazubrin.
Předmětem spekulací je rovněž Haškova záhadná mise do Mongolska, již v sovětských službách pravděpodobně podnikl. Haškolog Pavel Gan tvrdí, že zde byl ve spojení s čínským revolucionářem Čchen Čchan-chajem a hodlal s ním odejít do Číny; za tím účelem se patrně solidně naučil čínsky.
Podle mnoha svědectví se Hašek do českých zemí vrátil proti své vůli, bez stranického příkazu by nejspíše zůstal v Rusku.[zdroj?] Podle jiných zdrojů [zdroj?] však z Ruska de facto utekl před tušenými represemi. Šura prý řekla Gustavu Janouchovi: „Začali tajně proti němu sbírat materiály. Jaroslavčík se to dozvěděl. Proto chtěl pryč. Nechtěl se dostat před válečný soud. Byl to útěk legální cestou.“
Ne moc známou stránkou Haškova životopisu je, že se po návratu do vlasti ocitl v určité izolaci. Byl nepohodlným zleva i zprava. Poté, co opustil komunistickou politiku, ho například Stanislav Kostka Neumann označil za „zrádce proletářské revoluce“. Pro básníka Karla Tomana byl jako rudoarmějec zase „zrádce národa“ a odmítl mu podat ruku, když ho po válce potkal v kavárně. Podobných nepřátelských reakcí bylo víc. Haškův odchod na Lipnici, kde pak psal Švejka, byl motivován právě nepřátelskou atmosférou, s níž se v Praze setkal.

## Dílo
Zpočátku psal především cestopisné povídky, črty a humoresky, které publikoval časopisecky. Většinu ze svých děl napsal v pražských hospodách.
Základem jeho próz byly vlastní skutečné zážitky, což vnáší do znalostí o jeho životě zmatek, protože není vždy jasné, co je pravda a co pouze básnická nadsázka.
Hašek nenáviděl přetvářku, sentimentalitu, usedlost, ironicky reagoval na sociální verše. Dalším typickým znakem jeho tvorby je odpor k mravním a literárním konvencím.
Za svůj život napsal asi 1 200 povídek. Většina jeho krátkých próz je roztroušena po různých časopisech a novinách, jen malá část z nich byla soustředěna do knih. Řada textů se dokonce ztratila, například román Historie vola. Existuje též řada textů, u nichž je pravděpodobnost Haškova autorství, není však potvrzeno.
Tvořil velmi lehce. To však neznamená, že by tvorbu neprožíval. František Langer uvedl, že „byl psaním přitahován, ovládán, pohlcován, byl k svému spisovatelskému tvoření hnán skoro živelnou vášní“.
Levičák Hašek byl výborný pozorovatel, ironik i sebeironik a svou povídkou Velitelem města Bugulmy intenzivně útočil na bránici každého čtenáře, který nikdy neměl anebo časem pozbyl iluze o bolševicích. V době komunismu se tato útlá kniha dočkala českého vydání pouze v Torontu (jako 33. publikace nakladatelství ’68 Publishers) v roce 1976. Text původně vycházel v roce 1921 jako seriál v časopise Tribuna a jak v doslovu porevolučního vydání poznamenal Radko Pytlík nikdo „patrně netušil, že zmíněný seriál se stane jedním z prvních přímých svědectví evropského intelektuála o událostech v ruské revoluci z let 1917–1918“.
Jeho zdaleka nejslavnější text, čtyřdílný humoristický román Osudy dobrého vojáka Švejka za světové války, byl přeložen do 58 jazyků, několikrát zfilmován i zdramatizován. Jednotlivé díly románu mají názvy: V zázemí (1921), Na frontě (1922), Slavný výprask (1922) a nedokončené Pokračování slavného výprasku (1923). Jde o nejvýznamnější Haškovo dílo mnoha lidmi spojované s kongeniálními ilustracemi Josefa Lady. Toto dílo nestihl dokončit, 4. díl za něj dopsal Karel Vaněk, který se však vzdálil původní myšlence díla. Román začal vycházet na pokračování roku 1921, ale byl velmi kritizován (Viktor Dyk, Jaroslav Durych, F. X. Šalda aj.). Příznivců měl zpočátku málo, jako první ho za velké dílo označil zřejmě Ivan Olbracht v kulturní rubrice Rudého práva. „Je to jedna z nejlepších knih, které kdy byly v Čechách napsány, a Švejk je docela nový typ ve světové literatuře, rovnocenný Donu Quijotovi, Hamletovi, Faustovi, Oblomovovi, Karamazovým,“ napsal tehdy Olbracht. Pozitivní postoj k němu zaujali i Karel Čapek, Josef Čapek, Julius Fučík nebo Vítězslav Nezval, který Haškovo dílo spojoval s dadaismem. Podobně jako teoretik Devětsilu Bedřich Václavek. Diskuse o hodnotě díla se vedly i později. Proti Švejkovi se postavil např. Václav Černý, přihlásila se však k němu celá plejáda českých literárních teoretiků, umělců, či intelektuálů – filozof Karel Kosík román viděl být „vyjádřením absurdity odcizeného světa“, estetik Jan Grossman spojil Švejka s existencialismem, literární teoretik Jindřich Chalupecký postavu Švejka označil za „tragického barda evropského nihilismu“, spisovatel Milan Kundera román označil za výraz „čisté iracionality dějin“..
Švejk byl několikrát dramatizován, sám Hašek provedl první dramatizaci pro Revoluční scénu Emila Artura Longena, roku 1928 vytvořil ze Švejka divadelní představení Haškův přítel Max Brod, roku 1963 Pavel Kohout. Mezinárodní proslulosti dosáhla divadelní adaptace Švejk ve druhé světové válce německého dramatika a režiséra Bertolta Brechta.

## Filmové adaptace
První filmové zpracování, ještě v němé éře, se datuje k roku 1926, kdy Švejka převedl na filmové plátno Karel Lamač s Karlem Nollem v hlavní roli. Snímek měl i druhý díl nazvaný Švejk na frontě. Další filmové zpracování přinesl Martin Frič roku 1931, dobrého vojáka si zahrál Saša Rašilov. Film se však nedochoval celý, proto bývá málokdy uváděn. Jiří Trnka natočil loutkový film o Švejkovi roku 1954, všechny postavy namluvil Jan Werich. Za tři roky pak vznikla nejslavnější, dvoudílná filmová adaptace Dobrý voják Švejk / Poslušně hlásím Karla Steklého s Rudolfem Hrušínským v hlavní roli. Další loutková verze, tentokrát Stanislava Látala, vznikla v roce 1986. V roce 2016 bylo oznámeno, že režisér Bohdan Sláma natočí novou filmovou adaptaci s Pavlem Liškou v hlavní roli Švejka.
Švejk lákal i zahraniční filmaře, roku 1960 například Axel von Ambesser natočil v tehdejším Západním Německu snímek Der Brave Soldat Schwejk. Další německá verze pochází z roku 1972, zajímavostí je, že na scénáři se podílel i pražský rodák a Haškův přítel Max Brod. Švejk je dosti populární ve Finsku, proto v roce 1967 vznikl desetidílný seriál Kunnon sotamies Svejkin seikkailuja. V polském televizním filmu Przygody dobrego wojaka Szwejka z roku 1999 ztvárnil Švejka populární Jerzy Stuhr. Roku 2009 vznikl britsko-ukrajinský animovaný film Dobrý voják Švejk, režiséra Roberta Crombieho. Švejka v českém znění namluvil Ladislav Potměšil. Ve stejném roce jako Britové přišli s animovanou verzí Švejka i Rusové.
Krom Švejka byly zfilmovány i některé Haškovy povídky a humoresky, roku 1952 natočil Miroslav Hubáček Haškovy povídky ze starého mocnářství, roku 1955 Oldřich Lipský film Vzorný kinematograf Haška Jaroslava, méně známý je snímek Dobrodružství s nahým klukem z roku 1964.
Pro Československou televizi byly bezpočetné Haškovy drobné prózy vděčným inspiračním zdrojem pro televizní inscenace: Zvony pana Mlácena (1973), Konec agenta č. 312 (1974), Tři muži se žralokem (1975), Odměna (1978), Historky z Ražické bašty (1979), Uličnictví pana Čabouna (1981), Ze staré drogerie (1982), Šťastný domov (1983) či Můj obchod se psy (1986), kde Haška ztvárnil Oldřich Kaiser. Českou televizí byla natočena inscenace Stavovské rozdíly (2003). Haškovy povídky posloužily jako námět i Slovenské televizi, čtyři z nich, zachycující Haškovy zážitky z cest po Slovensku, byly zfilmovány pod názvem Vlci roku 1982.

## Ocenění
Nejen v Česku, ale i v zahraničí je Jaroslav Hašek vnímán jako geniální romanopisec, který dal světu jeden z nejpůsobivějších satirických popisů dění na bojištích 1. světové války. Hodnota jeho díla je stavěna na roveň s dílem Franze Kafky, jakkoliv se od něho liší žánrem a pohledem na život. Dokonce je připomínáno, že se oba slavní rodáci z Prahy narodili ve stejném roce. Další spojnicí mezi oběma autory bylo přátelství s Maxem Brodem, který sehrál zásadní roli při průniku Švejka do světa, zejména do německojazyčného prostoru, stejně jako v případě díla Kafkova.
V Rusku má Hašek dodnes mnoho příznivců, kteří mají dokonce vlastní organizaci. Ve městě Bugulma má Hašek vlastní muzeum, v Sankt-Petěrburgu a Moskvě jsou po něm pojmenovány ulice. Ta moskevská leží dokonce poblíž Velvyslanectví České republiky a Českého domu.
V letech 1958–1989 se v Lipnici nad Sázavou, v místním amfiteátru, každoročně konal festival humoru a satiry Haškova Lipnice. Festival byl obnoven v roce 2012.
Při příležitosti Haškova 100. výroční narození byla v roce 1983 vydána stříbrná československá 100korunová pamětní mince (autor Štefan Novotný).
V roce 2005 byl Jaroslavu Haškovi na pražském Žižkově odhalen jezdecký pomník od Karla Nepraše a Karolíny Neprašové.
V červenci 2008 byl v Lipnici nad Sázavou (v blízkosti Haškova oblíbeného hostince U České koruny, kde napsal podstatnou část Osudů dobrého vojáka Švejka) odhalen druhý Haškův pomník, dílo akademického sochaře Josefa Malejovského z roku 1982, jehož umístění v Praze bylo dříve odmítnuto. V srpnu 2008 byla na nádraží ve Světlé nad Sázavou odhalena bronzová deska sochaře Radomíra Dvořáka, která připomíná příjezd Jaroslava Haška a jeho přítele malíře Jaroslava Panušky (25. srpna 1921).
Po Jaroslavu Haškovi je pojmenován vlak kategorie EuroCity jezdící mezi Prahou, Brnem, Bratislavou a Budapeští. Má číslo 275/274.
Při příležitosti 130. výročí Haškova narození byla na louce u Lipnice nad Sázavou odhalena 27. dubna 2013 velká žulová hlava vysoká 265 cm s názvem Hlava XXII. Sochu vytvořil umělec Radomír Dvořák. Název Hlava XXII je inspirován stejnojmennou knihou amerického prozaika Josepha Hellera. Český spisovatel Arnošt Lustig dosvědčil, že mu Joseph Heller osobně před lety řekl, že „by bez četby Dobrého vojáka Švejka svůj americký román Hlava XXII nenapsal“. Na soše je vytesán citát ze Švejka: „Život lidský, poslušně hlásím, pane obrlajtnant, je tak složitej, že samotnej život člověka je proti tomu hadr“.

## Odraz v umění
Haškovu životu byla věnována divadelní hra Jana Schmida Voni sou hodnej chlapec aneb Anabáze Jaroslava Haška, kterou od roku 1983 úspěšně uváděla pražská Ypsilonka.
V roce 1962 vznikla koprodukční sovětsko-československá válečná komedie Velká cesta (Bolšaja doroga), věnovaná Haškovu pobytu v Rusku. Hlavní roli Jaroslava Haška ztvárnil Josef Abrhám, vojáka Strašlipku – předobraz Švejka – hrál Rudolf Hrušínský.
Postavy Haška, Josefa Lady či Haškova žižkovského kumpána Franty Sauera se objevují ve východoněmeckém filmu Abends im Kelch z roku 1983.
Postava Jaroslava Haška se v beletrii (kromě biografií a vzpomínkových knih) objevila poprvé v historickém románu Františky Vrbenské Naganty a vlčí máky (Praha; Triton, 2011). Příběh s fantastickými prvky je věnován Haškově působení v Irkutsku a pravděpodobné misi do Mongolska.
Poslední období Haškova života v Lipnici mapuje román Ireny Douskové Medvědí tanec (2014).
Pavel Gan napsal román-koláž Osudy humoristy Jaroslava Haška v říši carů a komisařů i doma v Čechách, a to na základě korespondence a dokumentů, skutečných i fabulovaných, motivů z některých Haškových povídek a historek z Osudů dobrého vojáka Švejka, dobových fotografií a kreseb Josefa Lady (česky vyšlo v překladu Aleny Bláhové).
Filmový dokument Zrádce národa v Chotěboři, který byl natočen v roce 1993 v Krátkém filmu Praha (r. Jaroslav Hovorka), zachycuje neznámou epizodu ze života Jaroslava Haška a vzpomínky bratří Kubánků, posledních žijících pamětníků této události.

### Vydáno za života
- Májové výkřiky (1903), sbírka básní
- Galerie karikatur (1909)
- Trampoty pana Tenkráta (1912)
- Dobrý voják Švejk a jiné podivné historky (1912)
- Průvodčí cizinců a jiné satiry z cest i z domova (1913)
- Můj obchod se psy a jiné humoresky (1915). Dostupné online (1915). Dostupné online (1924)
- Dobrý voják Švejk v zajetí (vydáno 1917 ve Slovanském nakladatelství v Kyjevě)
- Dva tucty povídek (1920)
- Tři muži se žralokem a jiné poučné historky (1921)
- Pepíček Nový a jiné povídky (1921)
- Velitelem města Bugulmy (1921)
- Mírová konference a jiné humoresky (1922)
- Dobrý voják Švejk před válkou a jiné podivné historky (1922)
- Osudy dobrého vojáka Švejka za světové války (1921–1923)

### Kabaretní scény a hry
- Větrný mlynář a jeho dcera (knižně 1976)
- Červená sedma

### Vydáno posmrtně
- Paměti úctyhodné rodiny a jiné příběhy (1925)
- Šťastný domov a jiné humoresky (1925)
- Za války i za sovětů v Rusku (1925)
- Zpověď starého mládence (1925)
- Všivá historie a jiné humoresky (1926)
- Podivuhodné dobrodružství kocoura Markuse a jiné humoresky (1927)
- Smějeme se s Jaroslavem Haškem (1946, dva díly)
- Škola humoru (1949)
- Malá zoologická zahrada (1950)
- Veselé povídky (1953), obsahují také Historky z ražické bašty
- Aféra s křečkem a jiné povídky (1954)
- Črty, povídky a humoresky z cest (1955)
- Fialový hrom (1958)
- Loupežný vrah před soudem (1958)
- Terciánská vzpoura a jiné povídky (1960)
- Dědictví po panu Šafránkovi (1961)
- Zrádce národa v Chotěboři (1962)
- Politické a sociální dějiny strany mírného pokroku v mezích zákona (napsáno 1911, knižně vydáno 1963)
- Dekameron humoru a satiry (1968)
- Moje zpověď (1968)
- Zábavný a poučný koutek Jaroslava Haška (1973)
- Oslí historie aneb Vojenské články do čítanek (1982)
- Svět zvířat (1982)
- Švejk před Švejkem (neznámé osudy dobrého vojáka Švejka) (1983)
- Tajemství mého pobytu v Rusku (1985)
- Povídky (1988, dva svazky)
- V polepšovně a jiné povídky (1997)
- Když bolševici zrušili Vánoce (2005) – neznámé, utajené a pravděpodobné texty
- Nešťastný policejní ředitel (2006) – neznámé a nově nalezené texty
- Povídky (2009) – 20 vybraných povídek, například Román novofundláka Ogly, Aféra s křečkem, Útrapy vychovatele, příběh Z praktického života,...